# Premiile Academiei Române pentru anul 2004
Premiile Academiei Române pentru anul 2004 au fost acordate în 19 decembrie 2006, în Aula Academiei Române.
Sunt indicate obiectul acordării premiului, cel mai adesea o lucrare, autorul acesteia și țara de reședință a autorului. În cazul în care nu este indicată țara, autorul este din România.

## I. Filologie și Literatură

### Premiul „Timotei Cipariu”
- Lucrarea: Dictionnaire des emprunts latins dans les langues romaines - Autori: Jana Balacciu Matei, Cristina Halichias, Coman Lupu, Cristian Moroianu, Alexandru Nicolescu, Victoria Popovici, Sanda Reinheimer Rîpeanu, Oana Sălișteanu Cristea, Maria Theban

### Premiul „Bogdan Petriceicu Hașdeu”
- Lucrarea: Dicționarul General al Literaturii Române, vol. I - II - Autori din colectivul: Institutului de Istorie și Teorie Literară „G. Călinescu” București, Institutului de Filologie Română „Al. Philippide” Iași
- Lucrarea: Editarea manuscriselor Eminescu - Autori: Mircia Dumitrescu, Gabriela Dumitrescu

### Premiul „Titu Maiorescu”
- Lucrarea: Raftul cu himere - Autor: Eugen Lungu (R. Moldova)
- Lucrarea: Reabilitarea ficțiunii - Autor: Ion Simuț

### Premiul „Lucian Blaga”
- Lucrarea: Maiorescu și maiorescienii - Autor: Alexandru Dobrescu

### Premiul „Ion Creangă”
- Lucrarea: Gerda - Autor: Constantin Stan

### Premiul „Mihai Eminescu”
Premiul nu a fost acordat.

### Premiul „Ion Luca Caragiale”
Premiul nu a fost acordat.

## II. Științe Istorice și Arheologie

### Premiul „Vasile Pârvan”
- Lucrarea: Populația zonei nordice și nord-vestice a Pontului Euxin în secolele VI-I a. Chr. Pe baza izvoarelor epigrafice - Autor: Victor Cojocaru
- Lucrarea: Individu et société en Dacie Romaine. Étude de démographie historique - Autor: Lucrețiu Mihăilescu-Bîrliba

### Premiul „Nicolae Iorga”
- Lucrarea: La religion dans l’armée romaine de Dacie - Autor: Mihai Popescu
- Lucrarea: Veneția și Marea Neagră în secolele XIII-XIV. Contribuții la studiul politicilor orientale venețiene - Autor: Ovidiu Cristea

### Premiul „Mihail Kogălniceanu”
- Lucrarea: Organizarea României moderne. Statutul naționalităților (1866 – 1918) - Autor: Cătălin Turliuc
- Lucrarea: Convertire și integrare religioasă în Moldova la începutul epocii moderne - Autor: Mihai-Răzvan Ungureanu

### Premiul „George Barițiu”
- Lucrarea: Transilvania în relațiile internaționale. Interferențe politice și monetare (1526 – 1714) - Autor: Viorel M. Butnariu
- Lucrarea: Confreriile medievale în Transilvania (secolele XIV – XVI) - Autor: Lidia Gross

### Premiul „Dimitrie Onciul”
- Lucrarea: Parlamentarism, partide și elită politică în Bucovina habsburgică (1848-1918). Contribuții la istoria parlamentarismului în spațiul central-est european - Autor: Mihai-Ștefan Ceauș
- Lucrarea: Serbările naționale de la Putna - Autor: Anghel Popa

### Premiul „Nicolae Bălcescu”
- Lucrarea: România și proiectul Briand de Uniune Europeană - Autor: Simion Costea
- Lucrarea: În șalvari și cu ișlic. Biserică, sexualitate, căsătorie și divorț în Țara Românească a secolului al XVIII-lea - Autor: Constanța Ghițulescu

### Premiul „Eudoxiu Hurmuzaki”
- Lucrarea: Documente privind deportarea țiganilor în Transnistria - Autor: Viorel Achim
- Lucrarea: Între Beijing și Moscova. România și conflictul sovieto-chinez (1957 – 1965) - Autor: Dan Cătănuș

### Premiul „Alexandru D. Xenopol”
- Lucrarea: Orașele din Țara Românească până la sfârșitul secolului al XVI-lea - Autor: Laurențiu Rădvan
- Lucrarea: Politică și confesiune la început de Ev Mediu moldovenesc - Autor: Flavius Solomon

## III. Științe Matematice

### Premiul „Gheorghe Lazăr”
- Lucrarea: Mean square values of Hecke L-series formed with r-th order characters - Autor: Adrian Diaconu
- Grupul de lucrări: Contribuții la teoria lanțurilor Markov - Autor: Udrea Păun

### Premiul „Gheorghe Țițeica”
- Grupul de lucrări: Operatori singulari multiliniari - Autor: Camil Muscalu
- Cartea: Complex spaces in Finsler, Lagrange and Hamilton geometries - Autor: Gheorghe Munteanu

### Premiul „Simion Stoilow”
- Lucrarea: Potential theory and right processes - Autori: Lucian Beznea, Nicu Boboc
- Lucrarea: Numerical characterization of the Kähler cone of a compact Kähler manifold - Autori: Jean-Pierre Demailly (Franța), Mihai Păun

### Premiul „Spiru Haret”
- Lucrarea: Viscous incompressible flow for low Reynolds numbers - Autori: Mirela Kohr, Ioan Pop
- Cartea: Funcții Lipschitz - Autori: Radu Miculescu, Cristinel Mortici

## IV. Științe Fizice

### Premiul „Dragomir Hurmuzescu”
- Grupul de lucrări: Studiul interacțiunii electron-fonon în cristale de interes tehnic - Autori: Nicolae Avram, Călin Avram, Mikhail Brik (Japonia), Isao Tanaka (Japonia)

### Premiul „Constantin Miculescu”
- Grupul de lucrări: Studiul structurii și proprietăților fizice ale unor sisteme oxidice și metalice - Autori: Viorica Simon, Manfred Neumann (Germania)

### Premiul „Horia Hulubei”
- Grupul de lucrări: Noi nanomateriale magnetice: de la procesare orientată la proprietăți relevante și modelarea lor - Autor: Ovidiu Crișan

### Premiul „Ștefan Procopiu”
- Lucrarea: Nematic-isotropic interfacial tension anisotropy of a calamitic lyotropic liquid crystal - Autori: Mădălina Roxana Puică, Irina Enache
- Grupul de lucrări: Metode de preparare a unor nanofire cu proprietăți speciale și studiul proprietăților acestora - Autori: Ionuț Enculescu, Marian Sima, Reinhard Neumann (Germania)

## V. Științe Chimice

### Premiul „Nicolae Teclu”
- Grupul de lucrări referitoare la: Sinteze și proprietățile de agregare a unor noi polielectroliți amfifili - Autor: Marieta Nichifor

### Premiul „Gheorghe Spacu”
- Grupul de lucrări: Ceramica avansată pe bază de bismut - Autor: Victor Fruth

### Premiul „Costin D. Nenițescu”
- Grupul de lucrări: Polimeri organici ionici reticulați. Sinteză și proprietăți - Autor: Violeta Neagu

### Premiul „I.G. Murgulescu”
- Grupul de lucrări: Calcule de evaluare a structurii și proprietăților unor corpuri solide - Autor: Gabriel Munteanu

## VI. Științe Biologice

### Premiul „Emil Racoviță”
- Lucrarea: Suită de 5 lucrări cu tema: Studiul bacteriilor lactice și ai unor metaboliți ai acestora (exopolizaharide), cu aplicații în industria alimentară și/sau sănătate - Autori: Medana Zamfir, colaboratorii

### Premiul „Grigore Antipa”
- Lucrarea: Ptice Banata. Die Vögel des Banats - Autori: M-Kiss Andrei, Javor Rašajski (Serbia)

### Premiul „Emanoil Teodorescu”
- Lucrarea: Flora lemnoasă spontană și cultivată din România - Autori: Valeriu Zanoski, Ion Sârbu, Angela Toniuc

### Premiul „Nicolae Simionescu”
- Lucrarea: Cellular Dysfunction in Atherosclerosis and Diabet. Report from Bench to Bedside - Se acordă: Institutului de Biologie și Patologie Celulară „Nicolae Simionescu”

## VII. Științe Geonomice

### Premiul „Grigore Cobălcescu”
- Lucrarea: Sistemul petrolifer Histria - Autor: Mihai Șaramet

### Premiul „Ștefan Hepites”
- Lucrarea: Fizica atmosferei, vremea și clima - Autor: Sabina Ștefan

### Premiul „Simion Mehedinți”
- Lucrarea: Starea de sănătate a populației României. O abordare geografică - Autor: Liliana Dumitrache

### Premiul „Ludovic Mrazec”
- Lucrarea: Roșia Poieni copper deposit, Apuseni Mountains, Romania: advanced argillic overprint of a porphyry system - Autori: Viorica Milu, Jean-Pierre Milesi (Franța), Jacques Léon Leroy (Franța)

### Premiul „Gheorghe Munteanu-Murgoci”
Premiul nu a fost acordat.

## VIII. Științe Tehnice

### Premiul „Constantin Budeanu”
- Grupul de lucrări: Tree-phase rectifiers with near sinusoidal input currents - Autori: Dimitrie Alexa, Adriana Sîrbu, Dan Marius Dobrea, Tecla-Castelia Goraș

### Premiul „Traian Vuia”
- Lucrarea: Fundamentals of competitive design in robotics - Autor: Stelian Brad

### Premiul „Aurel Vlaicu”
- Lucrarea: Formă și structură, de la inginerie la natură - Autor: Adrian Bejan (SUA)

### Premiul „Anghel Saligny”
Premiul nu a fost acordat.

### Premiul „Henri Coandă”
Premiul nu a fost acordat.

## IX. Științe Agricole și Silvice

### Premiul „Ion Ionescu de la Brad”
- Lucrarea: Microbiologie oenologică - Autori: Aurel Popa, Daniela Popa, Felicia Dragomir

### Premiul „Traian Săvulescu”
- Lucrarea: Andrologie veterinară - Autori: Ioan Ștefan Groza, Iancu Adrian Morar

### Premiul „Gheorghe Ionescu-Șișești”
- Lucrarea: Tratat de ameliorare a plantelor - Autori: Mircea Savatti, Gabriel Nedelea, Marin Ardelean

### Premiul „Marin Drăcea”
Premiul nu a fost acordat.

## X. Științe Medicale

### Premiul „Iuliu Hațieganu”
- Lucrarea: Chirurgia complicațiilor în ginecologia oncologică - Autori: Valentin Popescu, Alexe Irimie, Dan Sorin Popescu

### Premiul „Victor Babeș”
- Lucrarea: Chirurgia ficatului - Autori: Irinel Popescu, Ionel Tudor Câmpeanu, Mircea Diculescu, Mihnea Ionescu, Cristina Vidulescu

### Premiul „Constantin I. Parhon”
- Lucrarea: Semne și simptome cutanate în patologia generală - Autori: Pavel Vulcan, Mircea Bârsan, Simona Roxana Georgescu

### Premiul „Daniel Danielopolu”
- Lucrarea: Farmacoterapia durerii viscerale - Autori: Liliana Tarțău, Ostin Mungiu

### Premiul „Gheorghe Marinescu”
- Lucrarea: Afecțiuni neuromusculare la sugar, copil și adolescent - Autor: Sanda Adriana Măgureanu

### Premiul „Ștefan S. Nicolau”
- Lucrarea: Tratat de Hepatologie - Autor: Mircea Grigorescu

## XI. Științe Economice, Juridice și Sociologie

### Premiul „Petre S. Aurelian”
- Lucrarea: Economia Moldovei în capcana globalizării și tranziției - Autor: Dumitru Moldovanu (Republica Moldova)

### Premiul „Virgil Madgearu”
- Lucrarea: Management social - Autor: Ion Petrescu

### Premiul „Victor Slăvescu”
- Lucrarea: Analiza economico-financiară la nivel microeconomic - Autor: Alexandru Gheorghiu

### Premiul „Simion Bărnuțiu”
- Lucrarea: Infracțiunile de corupție și cele asimilate sau în legătură cu acestea - Autor: Horia Diaconescu

### Premiul „Dimitrie Gusti”
Premiul nu a fost acordat.

### Premiul „Nicolae Titulescu”
Premiul nu a fost acordat.

### Premiul „Andrei Rădulescu”
Premiul nu a fost acordat.

## XII. Filosofie, Teologie, Psihologie și Pedagogie

### Premiul „Mircea Florian”
- Lucrarea: Ex falso quodlibet. Studii de logică paraconsistentă - Autori: Iancu Lucica, Dumitru Gheorghiu, Roman Chirilă

### Premiul „C. Rădulescu-Motru”
- Lucrarea: Ideea de știință riguroasă. Proiectul husserlian de întemeiere fenomenologică a științelor - Autor: Bogdan Olaru

### Premiul „Vasile Conta”
- Lucrarea: De la valoare la semnificație - Autor: Angi István

### Premiul „Ion Petrovici”
- Lucrarea: Tradiții la cultul creștin - Autor: Nicolae Cojocaru
- Lucrarea: Cunoașterea prin tăcere - Autor: George Remete

## XIII. Arte, Arhitectură și Audiovizual

### Premiul „George Enescu” pentru creație muzicală
- Lucrarea: Cântarea nopții. 8 lieduri pentru soprană și harpă pe versuri de Daniel Turcea - Autor: Nicolae Teodoreanu

### Premiul „Ion Andreescu” în domeniul artelor plastice
- Pictură - Pentru întreaga creație artistică - Autor: Constantin Flondor

### Premiul „George Oprescu” în domeniul istoriei artei
- Lucrarea: Sticla transilvăneană în secolele XVII-XVIII. Soluții tehnice, tendințe artistice - Autor: Ligia Fulga

### Premiul „Ciprian Porumbescu” în domeniul muzicologiei
- Lucrarea: Recitativul epic al baladei românești. Tipologie muzicală - Autor: Iosif Weisz (pseudonim Adrian Vicol)

### Premiul „Aristizza Romanescu” în domeniul artelor spectacolului
- Pentru creație interpretativă în arta teatrală și cinematografică - Autor: Iorgu Albulescu (pseudonim Mircea Albulescu)

### Premiul „Simion Florea Marian”
- Lucrarea: Pădurenii Hunedoarei - Autor: Rusalin Ișfănoni

## XIV. Știința și Tehnologia Informației

### Premiul „Grigore Moisil”
- Grupul de lucrări: Specificarea și verificarea obiectelor concurente și aplicații în formalizări pentru Semantic Web - Autor: Dorel Lucanu
- Lucrarea: The number of embedding of minimally right graphs - Autori: Ciprian Borcea, Ileana Strein

### Premiul „Tudor Tănăsescu”
- Lucrarea: Approaching Quantum Computing - Autori: Dan C. Marinescu, Gabriela M. Marinescu

### Premiul „Gheorghe Cartianu”
- Lucrarea: Interconectarea. Localitate și simetrie în rețele ortogonale de calculatoare - Autor: Cristian Lupu